# Benjamin Bilse

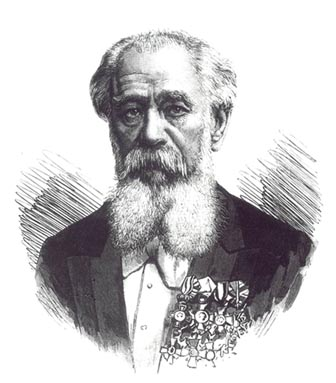
Benjamin Bilse

Johann Ernst Benjamin Bilse, född 17 augusti 1816 i Liegnitz, Schlesien, död där 13 juli 1902, var en tysk musiker. 
Bilse blev 1843 stadsmusikus i sin födelsestad och bringade orkestern där till en sådan höjd, att han med den kunde ge konserter på världsutställningen i Paris 1867. År 1868 bosatte han sig i Berlin, där hans konserter med samma orkester snart fick stort rykte. År 1884 drog han sig tillbaka till privatlivet med titeln hovmusikdirektör.